# Ned Buntline

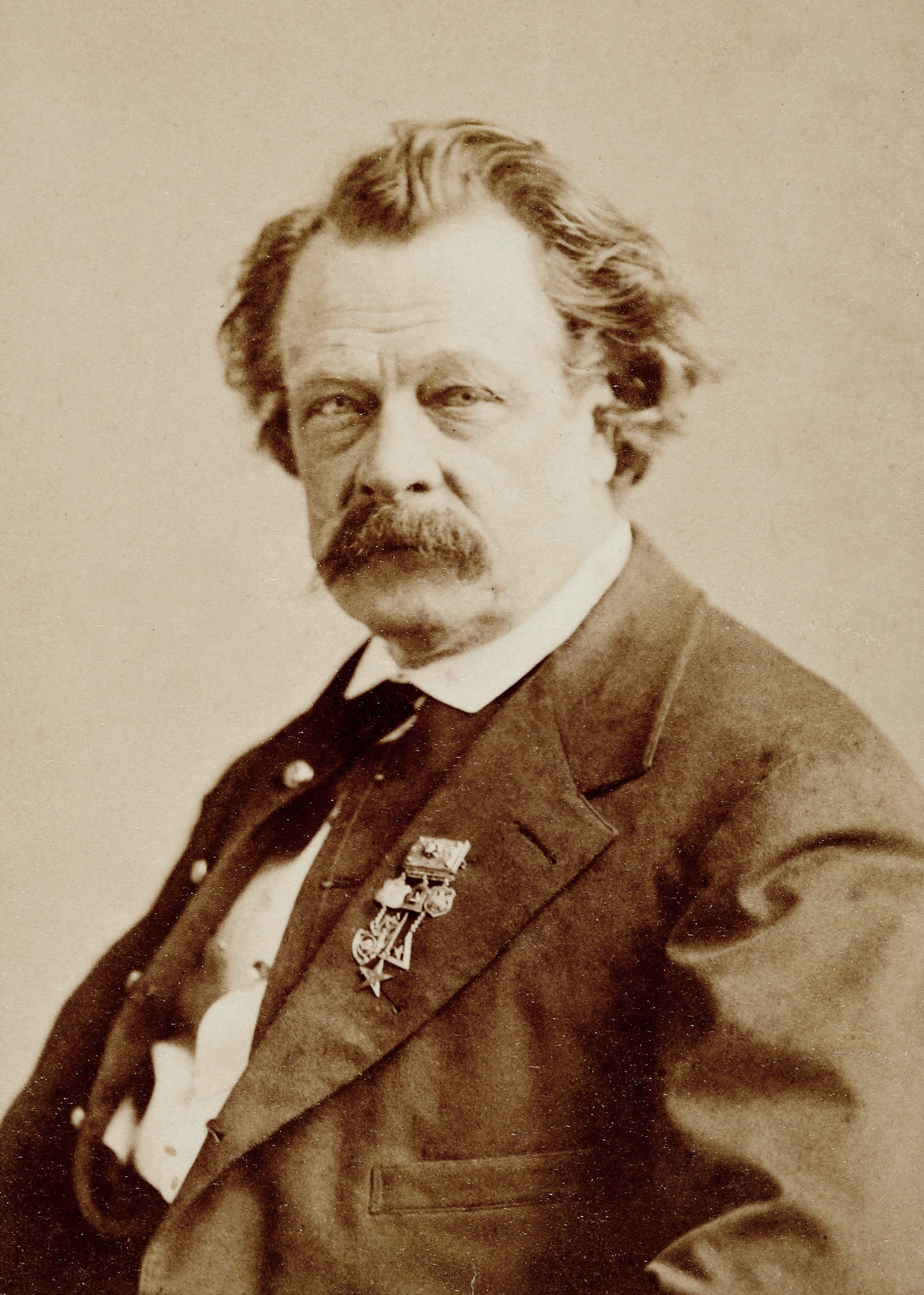
Napoleon Sarony: Ned Buntline

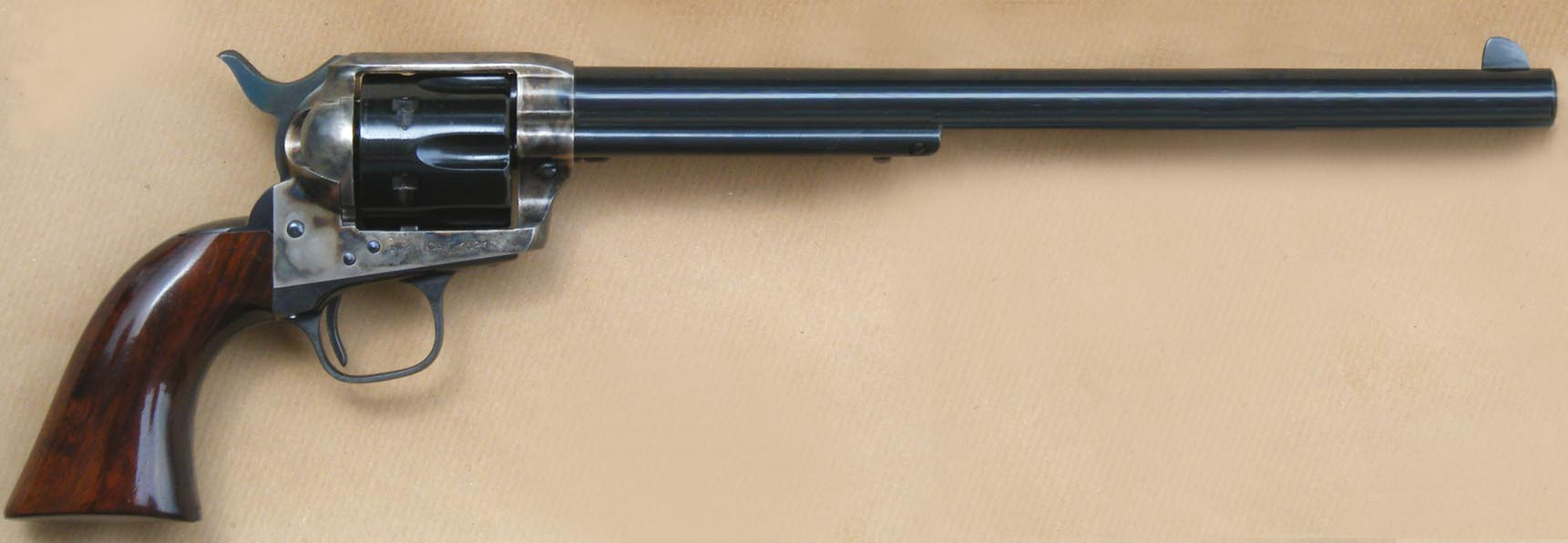
Modell Colt Buntline Spezial

Ned Buntline (* 20. März 1823 in Harpersfield, Delaware County, New York; † 16. Juli 1886 in Stamford, New York) war das Pseudonym von Edward Zane Carroll Judson (E.Z.C. Judson), einem US-amerikanischen Redakteur, Journalisten, Schriftsteller und Publizisten, der insbesondere durch seine Groschenromane bekannt geworden ist. 

## Leben
Edward Zane Carroll Judson war der Sohn von Levi Carroll Judson. 1826 zogen er und seine Eltern nach Bethany, Wayne County, Pennsylvania, sein Vater unterrichtet und schrieb Bücher. Sein Vater wünschte sich, dass er Jura studiert und Anwalt werden soll.
Schon als Jugendlicher riss Edward Judson von zuhause aus und ging zur See. Bei seinem späteren Namen „Buntline“ handelt es sich um einen nautischen Begriff aus der Segelschifffahrt. Es bezeichnet ein Seil am unteren Ende eines Segels.
Als Seemann beteiligte er sich an den Seminolenkriegen, obwohl er selbst kaum in Kampfhandlungen verwickelt war. Nach vier Jahren verließ er als Seekadett die Marine. Danach verbrachte er mehrere Jahre im Osten der USA und versuchte erfolglos Zeitungen zu gründen.
Er hatte jedoch Erfolg mit einer Serie von veröffentlichten Geschichten über die Bowery, ein kleines Viertel in Manhattan, und die umliegenden Slums, die er unter dem Titel „Die Geheimnisse und das Elend von New York“ veröffentlichte. Durch seine Veröffentlichungen und guten Beziehungen zu den berüchtigten New Yorker Gangsterbanden seiner Zeit war er einer der Anstifter der so genannten „Astor Place Aufstände“, bei denen 23 Personen ums Leben kamen. Er war als überzeugter Nativist außerdem in einen Aufstand von Nativisten in St. Louis verwickelt. Buntline hielt landesweit Vorträge über Selbstbeherrschung, obwohl er selbst Alkoholiker war.
Während einer Vortragsreise durch Nebraska erfuhr er, dass sich Wild Bill Hickok in Fort McPherson aufhielt. Hickok war Buntline aus einem Zeitungsartikel bekannt und er hoffte, ein Interview mit ihm führen zu können, um daraus einen seiner Groschenromane zu machen. Er fand Hickok in einem Saloon und stürzte auf ihn zu mit dem Ausspruch: „Das ist mein Mann! Dich will ich!“ Hickok hatte zu dieser Zeit allerdings eine Aversion gegen derartige Überraschungen. Er bedrohte Buntline mit seinem Colt und legte ihm nahe, innerhalb von vierundzwanzig Stunden die Stadt zu verlassen. Buntline nahm die Sache ernst und verschwand.
Da er aber weiterhin Informationen über Hickok haben wollte, versuchte er, an Freunde von ihm heranzukommen. Vermutlich traf er so auf Buffalo Bill, der mit richtigem Namen William Cody hieß. Buntline ging mit Cody und einem Indianerscout auf Reisen und gab bald sein Vorhaben auf, einen Roman über Hickok zu schreiben. Stattdessen war er von der Person Codys so begeistert, dass er einen Roman über ihn schreiben wollte. Obwohl Cody nur widerwillig als Held dastehen wollte, wurde der Roman „Buffalo Bill Cody – König der Grenzer“ zu einem fantastischen Erfolg.
Buntline überredete Cody, in den Osten zu reisen und dort in einem Theaterstück aufzutreten. Cody war davon nicht angetan, aber nachdem die Reise von einigen reichen Zeitungsverlegern finanziert worden war, willigte er ein. Schließlich genoss Cody sogar seine Auftritte im Rampenlicht. Buntline schrieb für ihn sogar ein Theaterstück mit dem Titel „Scouts der Prärie“, das 1872 in Chicago uraufgeführt wurde. Obwohl Theaterkritiker das Stück zerrissen, wurde es ein großer Erfolg. Gleichzeitig wurde es von vielen Wandertheatern im ganzen Land übernommen und aufgeführt.
Trotz des Erfolges war Buntline für Cody zu exzentrisch und es kam im Juni 1873 zur Trennung zwischen den beiden. Buntline versuchte, wieder Groschenromane zu schreiben, die aber nie wieder so erfolgreich wurden wie seine früheren Werke. Er ließ sich schließlich in Stamford, New York, nieder, wo er im Jahre 1886 an einem Herzleiden verstarb. Zu diesem Zeitpunkt war der einstmals reichste Schriftsteller Amerikas bereits völlig verarmt und seine Frau musste sein geliebtes Haus „Adlernest“ verkaufen, um die Rechnungen zu bezahlen.